# Santo Domingo Tonaltepec
Santo Domingo Tonaltepec es una localidad del estado mexicano de Oaxaca. Es cabecera del municipio de Santo Domingo Tonaltepec.

## Demografía
| Censo | Población |
| ----- | --------- |
| 1900  | 1705      |
| 1910  | 928       |
| 1921  | 233       |
| 1930  | 296       |
| 1940  | 373       |
| 1950  | 332       |
| 1960  | 349       |
| 1970  | 259       |
| 1980  | 180       |
| 1990  | 133       |
| 1995  | 80        |
| 2000  | 69        |
| 2005  | 108       |
| 2010  | 64        |
| 2020  | 68        |